# Жуков, Сергей Александрович
Сергей Александрович Жуков (род. 8 сентября 1956, Джезказган, КазССР, СССР) — российский политический и общественный деятель, космонавт-испытатель, предприниматель, поэт. Действительный член Российской академии космонавтики им. К. Э. Циолковского, кандидат технических наук, президент Московского космического клуба, член Союза писателей России.

## Биография

### Научная и общественная деятельность
Сергей Жуков окончил с отличием МГТУ им. Н. Э. Баумана (был Ленинским стипендиатом). В 1979—1986 году работал стажером-исследователем, младшим научным сотрудником, избирался освобожденным секретарем комитета ВЛКСМ МВТУ. Окончил очную аспирантуру МВТУ, кандидат технических наук.
Избирался членом ЦК ВЛКСМ, бюро Всесоюзного совета молодых ученых и специалистов, Экспертного совета Правительства России, общественного совета Роспатента и общественного совета ГК Роскосмос.
С 1986 по 1993 гг. работал инженером и научным сотрудником в НПО «Энергия» (ныне — Ракетно-космическая корпорация «Энергия» им. академика С. П. Королева), затем редактором журналов «Экономика+Техника», «Российский бизнес».
С августа 1991 года по февраль 1992 года был заместителем руководителя рабочей группы по космонавтике при Правительстве и Верховном Совете РСФСР по космонавтике, обосновавшей создание Российского космического агентства и выдвинувшей авторский коллектив по разработке закона «О космической деятельности». В 1992 году в соавторстве с И. М. Моисеевым и В. М. Постышевым опубликовал концепцию государственного управления космической деятельностью в России, которая в общих чертах действовала до 2015 года. В 2007 году принял участие в обосновании космодрома «Восточный», а в 2012—2013 годах — в обосновании вариантов структурного преобразования ракетно-космической отрасли.
В 1993—1994 годах работал освобожденным президентом общественного объединения «Московский космический клуб». Соавтор и соорганизатор серии междисциплинарных конференций «Алтай-Космос-Микрокосм». МКК провел по заказу ЦНИИМАШ и опубликовал пионерские исследования по использованию результатов космической деятельности в регионах Российской Федерации, междисциплинарный (научно-технический и гуманитарный) анализ долгосрочных перспектив космической деятельности России.
В 1997 году основал и возглавляет ЗАО «Центр передачи технологий» — одну из первых российских компаний, специализирующихся на услугах в сфере интеллектуальной собственности и трансфера технологий для предприятий ОПК.
С 2003 по 2011 гг. являлся членом российского Отряда космонавтов, готовился к космическому полету в составе группы.
В 2011—2015 годы — исполнительный директор кластера космических технологий и телекоммуникаций Фонда «Сколково», советник Председателя Правления по инновационному развитию, вице-президент по развитию деятельности Фонда на территории Дальнего Востока.
С 2015 по 2021 годы — лидер (соруководитель) рабочей группы Аэронет Национальной технологической инициативы. С 2017 по 2021 годы — руководитель рабочей группы по совершенствованию законодательства и устранению нормативных барьеров в сфере действия дорожной карты «Аэронет». Координировал разработку профессиональным  сообществом (вплоть до утверждения Правительством России) рыночной и законодательной дорожных карт "Аэронет", включающих мероприятия по развитию гражданской беспилотной авиации, сферы геопространственных данных ("Геохаб") и частной космонавтики ("Спейснет"). 
С 2018 года — директор Автономной некоммерческой организации «Аналитический центр „Аэронет“» в рамках направления НТИ.

### Семья
Сын Егор Жуков (род. 1998) — оппозиционный политик, журналист радио «Эхо Москвы», корреспондент «Новой газеты».

## Награды и звания
- Знак ЦК ВЛКСМ «За активную работу в комсомоле» (1982)
- Действительный член Российской академии космонавтики имени Циолковского (1995)
- Член Лондонского Линнеевского общества (1997)
- Диплом Всемирной организации интеллектуальной собственности (2005)
- Знак Королёва Федерального космического агентства (2006)
- Орден Святого князя Александра Невского I степени (Национальный комитет общественных наград) (2006)
- Лауреат конкурса «Техника — колесница прогресса» (журналом «Изобретатель и рационализатор») (2006)
- Лауреат литературной премии им. Александра Беляева (2011)
- Лауреат Первой экспертной премии (2014)
- Член Многонационального союза писателей (2013) и Союза писателей России (2016)
- Финалист конкурса «Поэт года-2021» Российского союза писателей